# Fujiwara no Fuhito

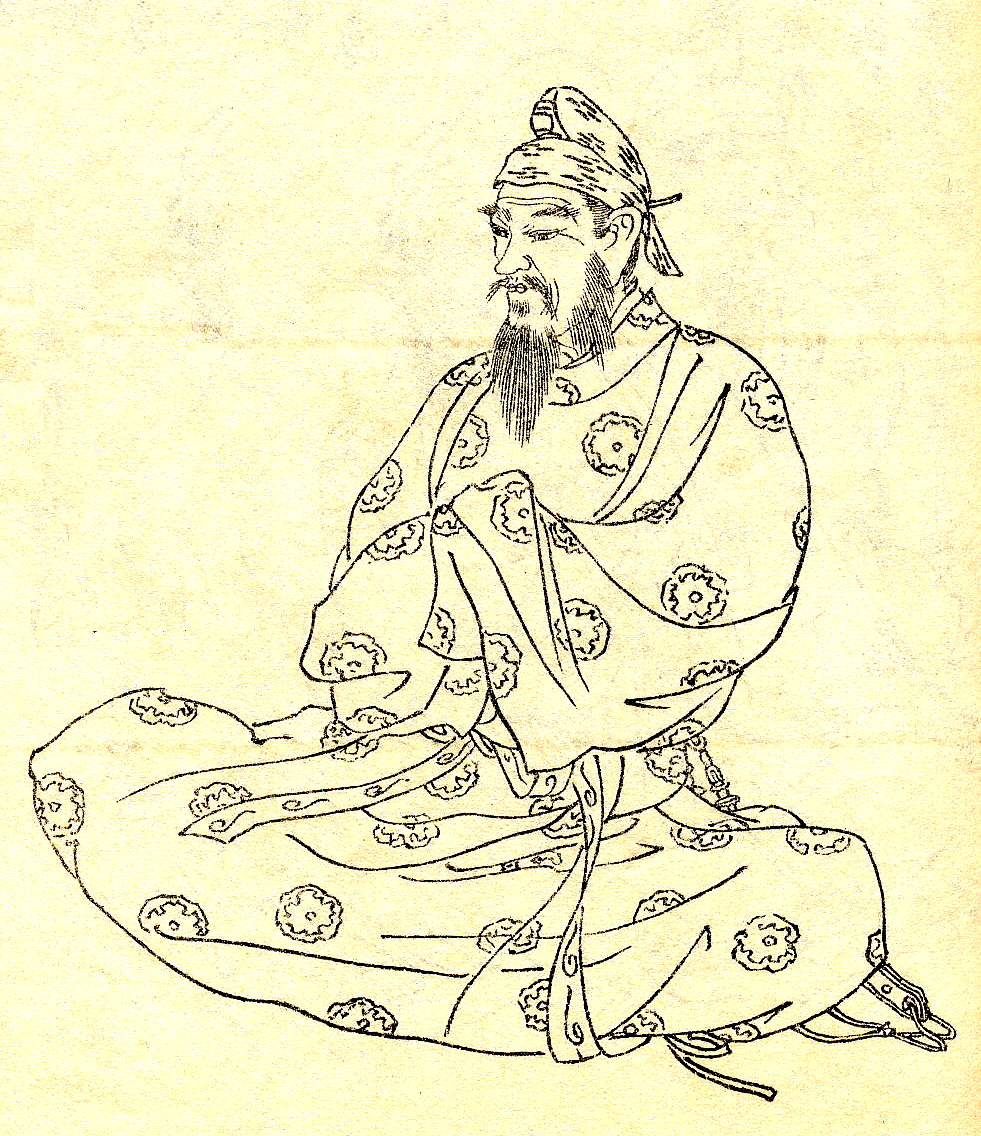
Fujiwara no Fuhito, Zeichnung von Kikuchi Yōsai (1788–1878)

Fujiwara no Fuhito (jap. 藤原 不比等; * 659; † Sommer 720) war ein mächtiges Mitglied des kaiserlichen Hofes in Japan während der Asuka- und Nara-Zeit.

## Leben und Wirken
Fujiwara no Fuhito war der zweite Sohn von Fujiwara no Kamatari oder, nach einer anderen Theorie, von Kaiser Tenji. Er hatte Söhne von zwei Frauen, von denen dann die vier Hauptlinien der Fujiwara ausgingen, nämlich die sogenannte Süd-, Nord-, Zeremonielle und Hauptstadtlinie. Er hatte auch vier Töchter von anderen Frauen, drei von Kamohime, eine von Tachibana no Michiyo. Eine Tochter von Kamohime wurde Kaiser Mommus Frau Miyako. Diese gebar Kaiser Shōmu. Die Tochter von Michiyo wurde die Kaiserin von Shōmu.
Während der Regentschaft von Kaiser Mommu ordnete die Regierung an, dass nur die Abkömmlinge von Fuhito den Namen „Fujiwara“ tragen dürften und für den Posten des Daijokan, des obersten Verwaltungsbeamten, in Frage kämen.
Fuhito war 13 Jahre alt, als der Jinshin-Bürgerkrieg ausbrach. Sein Vater war starker Unterstützer von Kaiser Tenji gewesen, aber er war zu diesem Zeitpunkt bereits gestorben und Fuhito zu jung für einen Regierungsposten, daher wurde er nicht in diesen politischen Konflikt verwickelt. 688 erscheint er erstmals als Höfling.
697 wurde Prinz Karu, der Sohn von Prinz Kusakabe und Enkel von Kaiser Temmu und Kaiserin Jitō, zum Kronprinzen ernannt.
Fuhito unterstützte diese Ernennung deutlich und gewann die Gunst der Kaiserin Jitō. Von da an begann seine Karriere bei Hofe. 701 gebar Miyako den Prinzen Obito und späteren Kaiser Shomu. Fuhito erreichte es, diesen zum Kronprinzen zu machen, und verheiratete seine andere Tochter mit ihm. Zuvor hatte nur eine Angehörige der kaiserlichen Familien Kaiserin werden können, Fuhito erwirkte jedoch die Ernennung seiner Tochter zur Kaiserin von Obito, die damit zur ersten Kaiserin von außerhalb der kaiserlichen Familie wurde.
Er verlegte den Yamashina-dera, den von seiner Familie geförderten, wichtigsten buddhistischen Tempel, nach Nara und benannte ihn um in Kōfuku-ji. Nach seinem Tode siedelte man 768 den Kasuga-Schrein, den shintoistischer Hauptschrein der Fujiwara, in der Nähe des Kofuku-ji an.
Er beteiligte sich an der Aufstellung eines Gesetzbuches (Ritsuryō, speziell des Taihō-Kodex sowie an dessen Neufassung, des Yōrō-ritsuryō), nach dessen Fertigstellung er im Sommer 720 verstarb.
Als er schon im Sterben lag, wurde er ehrenhalber zum Udaijin ernannt, einem der Minister. Nach seinem Tod ehrte ihn der Hof mit den beiden Titeln Bunchū-kō(文忠公) und Ōmi-kō (淡海公, „Herr von Ōmi“) und mit dem Amt des Daijō Daijin, des höchsten Hofamtes.